# Włodzimierz Kościuk
Włodzimierz Ferdynand Piotr Kościuk, ps. Sęp (ur. 19 stycznia 1895 w Bełzie, zm. 19 listopada 1944) – kapitan żandarmerii Wojska Polskiego II RP i Polskich Sił Zbrojnych.

## Życiorys
Urodził się 19 stycznia 1895 w Bełzie, w rodzinie Piotra.
Po zakończeniu I wojny światowej został przyjęty do Wojska Polskiego. 15 sierpnia 1919 jako podoficer byłych Legionów Polskich, pełniący służbę w 6 pułku piechoty Legionów, został mianowany z dniem 1 lipca 1919 podporucznikiem w piechocie. W tym samym roku został przydzielony do Dowództwa Żandarmerii Polowej na stanowisko dowódcy oddziału sztabowego. Uczestniczył w wojnie polsko-bolszewickiej. Został awansowany na stopień porucznika żandarmerii ze starszeństwem z dniem 1 czerwca 1919. W tym stopniu w 1921 był dowódcą szwadronu przy Dowództwie Żandarmerii Polowej. W latach 20. był oficerem 3 Dywizjonu Żandarmerii w Grodnie, w 1923 pełniąc funkcję dowódcy plutonu tej jednostki w tym mieście. Później został awansowany na stopień kapitana żandarmerii ze starszeństwem z dniem 1 stycznia 1927. W lipcu 1927 został przeniesiony do Korpusu Ochrony Pogranicza z równoczesnym przeniesieniem do kadry oficerów żandarmerii i przydzielony do Dywizjonu Żandarmerii KOP. Był dowódcą plutonu żandarmerii przy 2 Brygadzie KOP „Nowogródek” w Baranowiczach, a od 20 lutego do 21 marca 1934 pełnił obowiązki oficera śledczego dywizjonu. W 1937 był adiutantem w Dowództwie Żandarmerii MSWojsk. Przed 1939 został osadnikiem wojskowym w osadzie Uznogi w powiecie baranowickim.
Podczas II wojny światowej od 1940 był osadzony w obozie jenieckim NKWD w Griazowcu. Później był oficerem Polskich Sił Zbrojnych w stopniu kapitana. Zmarł 19 listopada 1944 i został pochowany na brytyjskim wojskowym cmentarzu wojennym w Aleksandrii („Chałby”, miejsce 0.1379).

## Ordery i odznaczenia
- Krzyż Niepodległości – 9 stycznia 1932 „za pracę w dziele odzyskania niepodległości”[17][18][19][20]
- Krzyż Walecznych przed 1923
- Złoty Krzyż Zasługi – 28 czerwca 1939 „za zasługi na polu pracy społecznej”[21]
- Srebrny Krzyż Zasługi – 14 października 1934 „za zasługi w służbie ochrony pogranicza”[22]
- Odznaka Pamiątkowa Więźniów Ideowych[23][24]